# 金黄海菊蛤
金黄海菊蛤（学名：Spondylus versicolor），是莺蛤目海菊蛤科海菊蛤属的一种。主要分布于印度尼西亚、台湾，常栖息在浅海。
其种加词“versicolor”意为“颜色多样的”。